# Rhynchopyga discalba
Rhynchopyga discalba är en fjärilsart som beskrevs av William James Kaye 1918. Rhynchopyga discalba ingår i släktet Rhynchopyga och familjen björnspinnare. Inga underarter finns listade.